# William McDougall
William McDougall, angleški psiholog, * 22. junij 1871, Chadderton, Lancashire, Anglija, Združeno kraljestvo, † 28. november 1938, Durham,  Severna Karolina, Združene države Amerike.
Na začetku svoje kariere je živel v Angliji, kasneje pa v ZDA. Zelo pomemben je za razvoj teorije instinkta in socialne psihologije. Med njegovimi učenci je bil Cyril Burt.